# Mürren

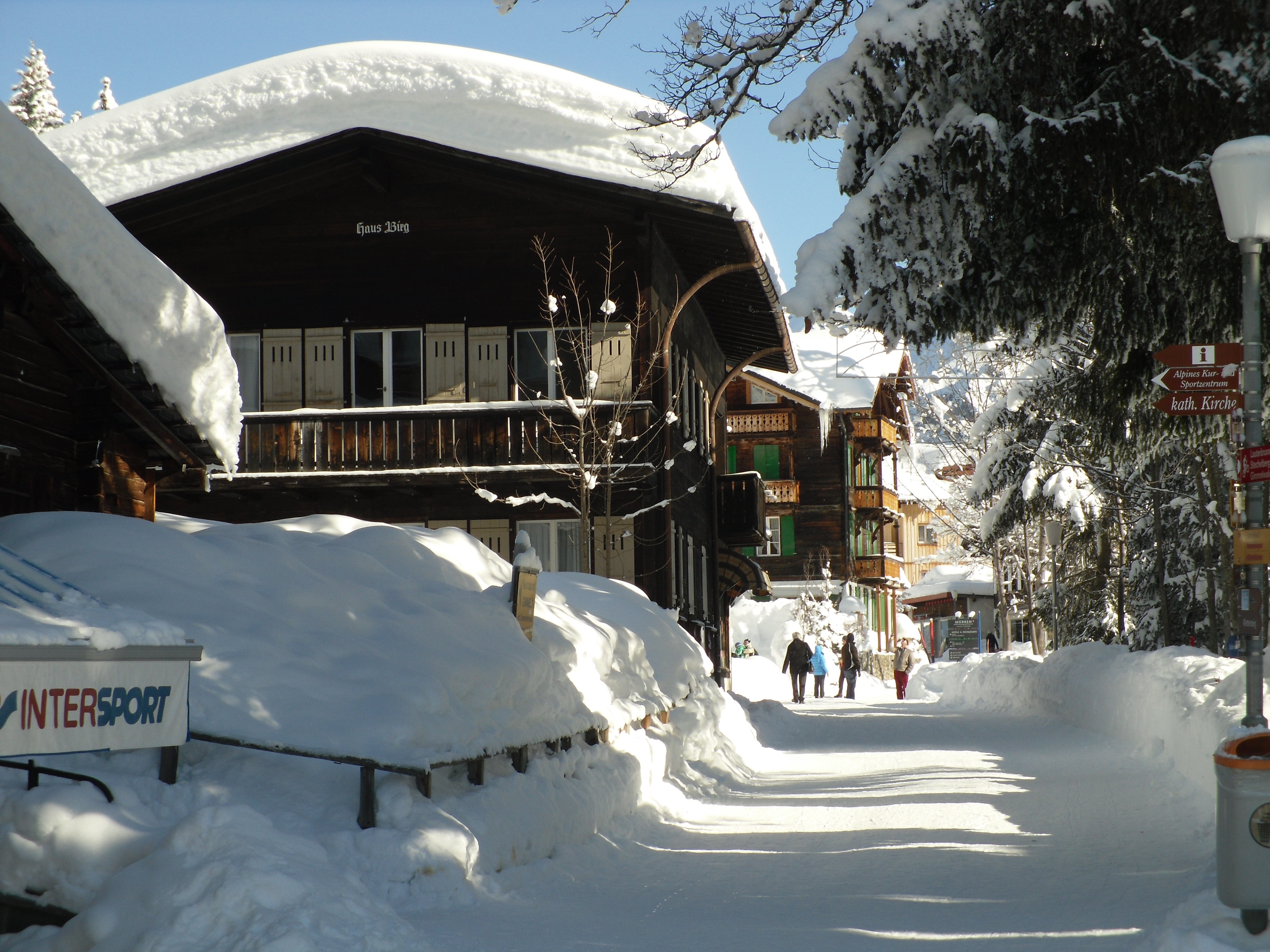
Mürren in inverno

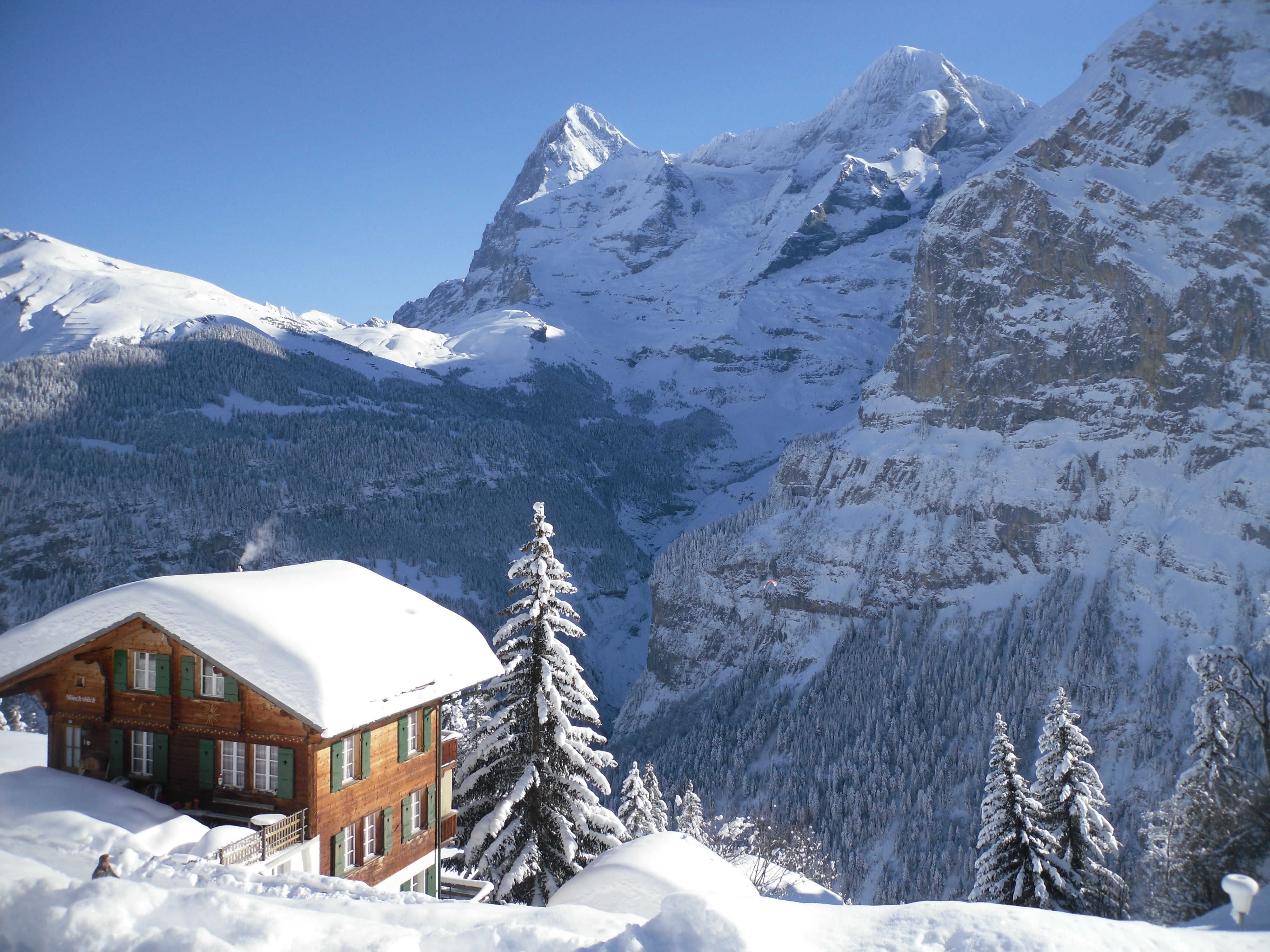
Mürren - vista su Eiger Monch e Jungfrau

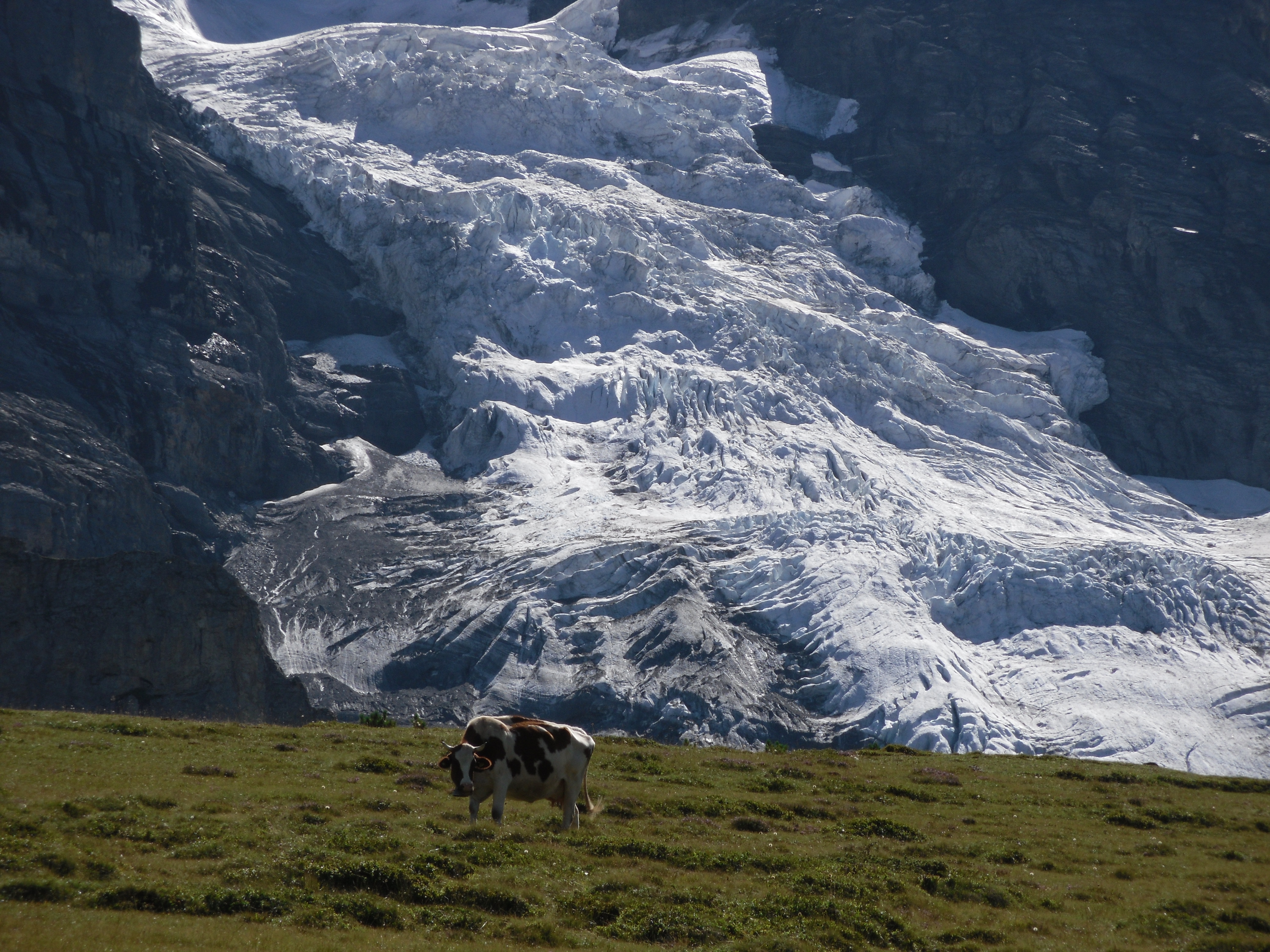
Dintorni estivi di Mürren (kleine Sheidegg)

Mürren (toponimo tedesco) è un antico insediamento Walser di oltre 400 abitanti, frazione del comune svizzero di Lauterbrunnen, nel Canton Berna (regione dell'Oberland, circondario di Interlaken-Oberhasli).
La cittadina si trova al confine ovest della più estesa area glaciale delle Alpi – denominata Jungfrau-Aletsch - dichiarata nel 2001 dall'UNESCO primo patrimonio mondiale delle Alpi per l’eccezionale valore universale. Mürren, come l'adiacente Wengen, è chiusa al traffico automobilistico. Il villaggio, il più alto del cantone di Berna ad essere abitato tutto l’anno, si sviluppa su una terrazza naturale sopra uno strapiombo di oltre 700 metri dalla quale si gode di un imponente panorama sulla famosa triade Monch, Jungfrau e Eiger; Mürren può essere considerato un valido punto di appoggio per raggiungere il Jungfraujoch Top of Europe (attraverso la ferrovia della Jungfrau, la più alta d'Europa), visibile ad occhio nudo dalla cittadina.
Teatro dei primi Campionati mondiali di sci in assoluto, nel 1931, la cittadina è soggetta a turismo internazionale, in special modo da parte di orientali. Anche James Bond ha contribuito alla fama della cittadina e del suo comprensorio sciistico. Infatti da Mürren si raggiunge in funivia lo Schilthorn Piz Gloria, il ristorante girevole set del film Agente 007 - Al servizio segreto di Sua Maestà.

## Geografia
Mürren si trova su una terrazza a 1650 m di altitudine al di sopra della Valle di Lauterbrunnen, di fronte alla catena della Jungfrau e ai monti Eiger e Mönch. È sita nell’Oberland Bernese a pochi chilometri da Interlaken e da Grindelwald. Di fronte ad essa, sulle pendici della Jungfrau è ben visibile Wengen.

## Campionati del mondo di sci e Inferno Races
A Mürren sono stati organizzati i primi Campionati mondiali di sci, nel 1931; è stata località protagonista dei medesimi nuovamente nel 1935. A Mürren si è disputata una gara di Coppa del Mondo di sci alpino 1971.
Mürren è scenario anche di due gare denominate "Inferno-Races": quella invernale, la cui prima edizione risale al 1928, è una gara che comprende sci di fondo, slalom gigante e discesa libera. Quest’ultima è la più lunga gara di sci amatoriale al mondo (15,8 km). La versione estiva è un triathlon che prevede in successione l'attraversamento a nuoto del Lago di Thun, un tratto in bicicletta e un tratto di corsa fino all'arrivo sullo Schilthorn per un totale di 5500 m di dislivello.

## Luoghi d'interesse

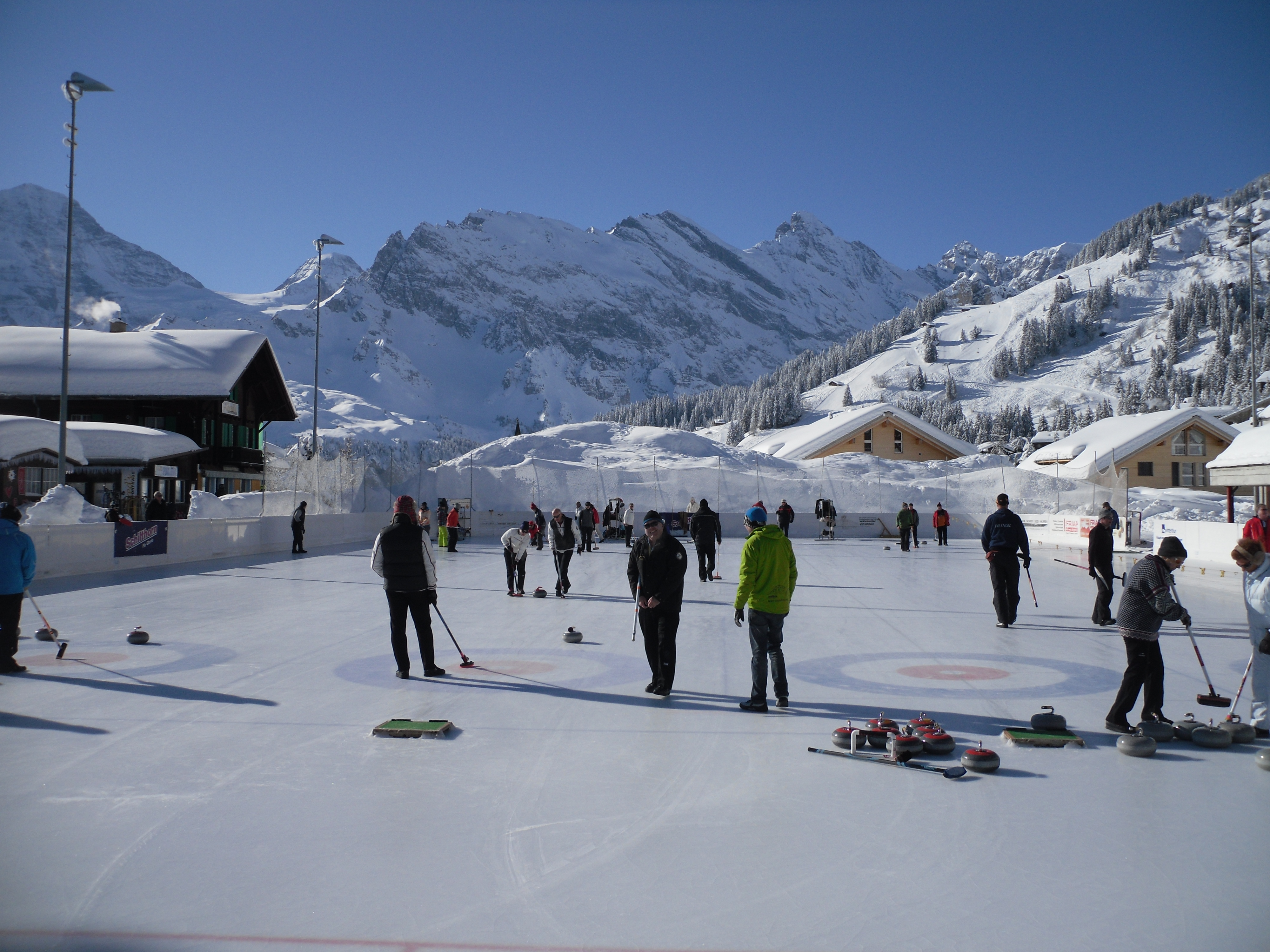
Mürren - centro sportivo

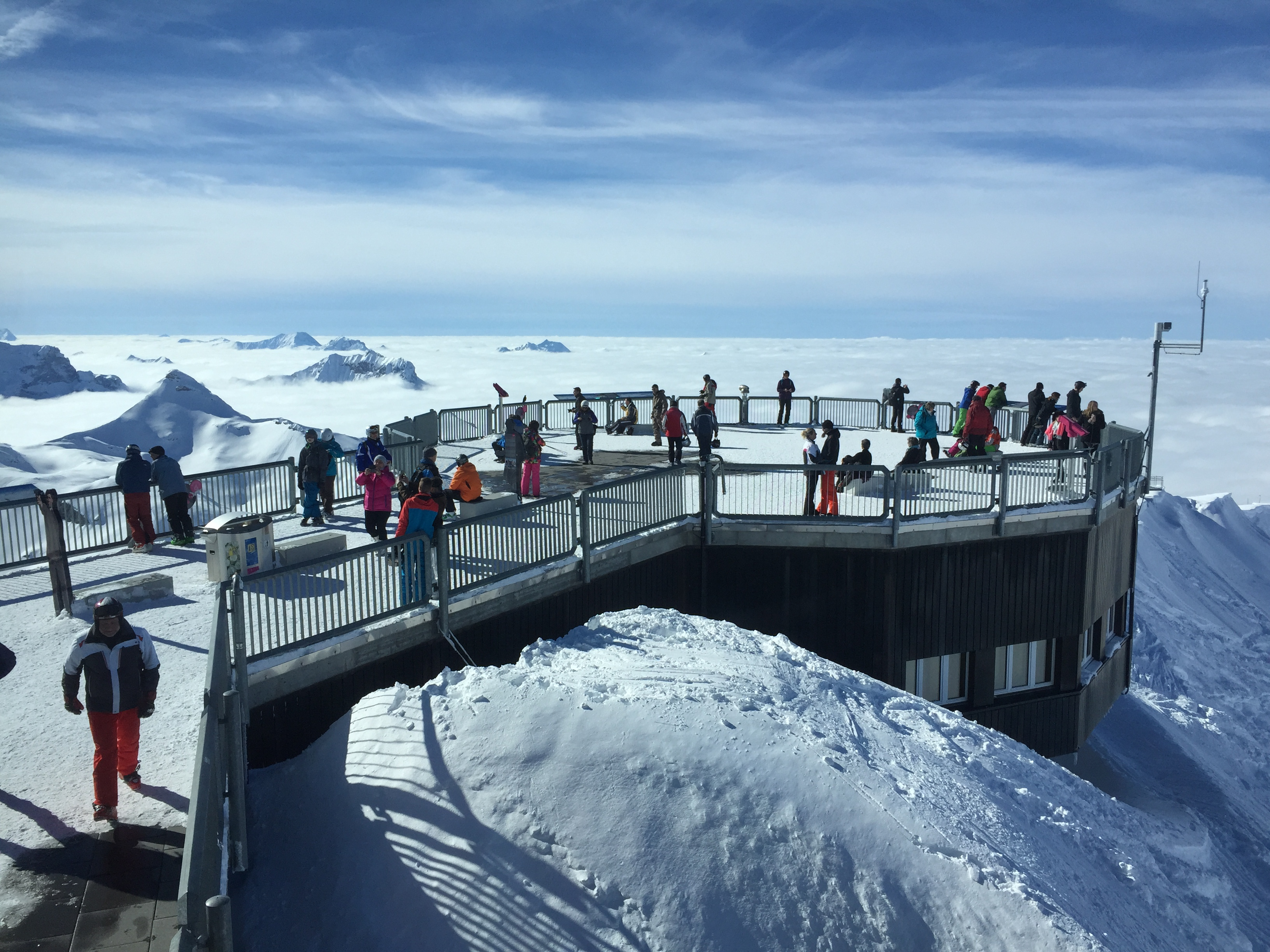
Terrazza del ristorante girevole Schilthorn Piz Gloria

### Birg
Da Mürren, per mezzo di una funivia si raggiunge la stazione Birg ad una quota di circa 2600 metri. Dalla terrazza panoramica a sbalzo nel vuoto, si accede alla “Thrill Walk”, una passeggiata per adulti e bambini su passerelle vertiginose in vetro e metallo.

### Schilthorn-Piz Gloria
Proseguendo dalla stazione Birg con altra funivia si raggiunge lo Schilthorn - Piz Gloria a quasi 3000 metri, ristorante girevole set del film 007 James Bond “Al servizio segreto di sua maestà”. La struttura offre un panorama a 360 gradi sui ghiacciai e sul lago di Thun. La vista può spaziare fino alla foresta nera. All’interno sono visitabili il “James Bond World” un museo interattivo ed un cinema che trattano il film girato della serie 007 James Bond oltre le fasi della costruzione della struttura ricettiva.

### Almendhubell
Da Mürren si accede tramite funicolare ad un punto panoramico a circa 2000 metri denominato Allmendhubel dove si può pranzare sulla terrazza dell’omonimo ristorante. Il prato antistante è fornito di parco giochi per bambini. In inverno è consigliabile noleggiare in paese lo slittino per slittare lungo la dedicata pista di discesa. In alternativa è possibile scendere a piedi anche in inverno lungo la medesima traccia. Ciò permette di giungere a Blumental (a circa metà del percorso di discesa verso Mürren), località pianeggiante caratterizzata da una serie di baite in legno e due ristoranti, da cui è possibile ammirare il panorama circolare sulla catena della Jungfrau.

### Winteregg
Da Mürren, per una pianeggiante stradina preparata anche per passeggiate invernali fra larici ed abeti, si giunge in circa 30 minuti in località Winteregg dove è possibile pranzare o semplicemente consumare una bevanda. Il ristorante sorge in prossimità della stazione ferroviaria per cui è possibile il rientro a Mürren con treno (servizio ogni 20 minuti). La passeggiata permette di godere del panorama sulla triade Monch, Jungfrau e Eiger da diversa angolazione rispetto a quella di Mürren. In particolare risulta visibile per tutta la sua estensione il ghiacciaio sottostante la Jungfrau.

### Jungfraujoch Top of Europe
Mürren è un valido punto d'appoggio per una gita al Jungfraujoch "Top of Europe" attraverso la ferrovia più elevata d'Europa.

### Cascate di trummelbach
Da Murren, scendendo nella valle di Lauterbrunnen, si possono ammirare le fragorose cascate entrando nelle gole scavate dall'acqua da migliaia di anni con l'ausilio di un ascensore (chiuso d'inverno). Le cascate sono generate dallo scioglimento dei ghiacciai della sovrastante Jungfrau.

### Centro sportivo - centro benessere SPA
Mürren offre un centro sportivo che include, tra l’altro, una piscina, una pista di pattinaggio su ghiaccio ed una pista di curling (che in estate viene trasformata in campo di calcetto). Sono inoltre disponibili due vasche interna ed esterna idromassaggio ed un centro benessere.

### Chiese
Sono presenti una chiesa anglicana, eretta nel 1878, ed una chiesa cattolica.

## Società

### Evoluzione demografica

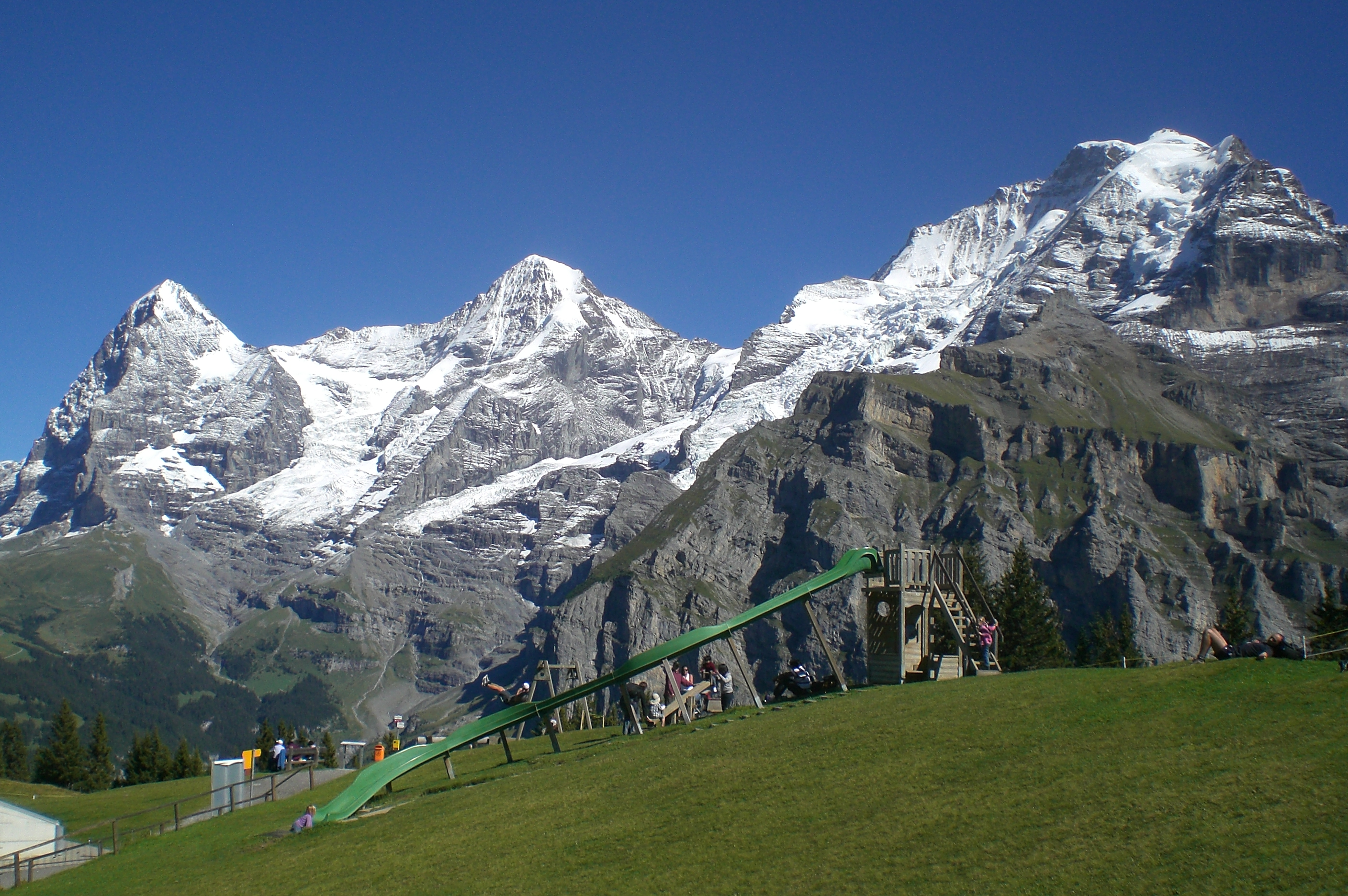
Mürren - ristorante panoramico Allmendhubel in estate con vista sulla catena della Jungfrau

L'evoluzione demografica è riportata nella seguente tabella:
Abitanti censiti

## Economia ed ospitalità
Mürren come le vicine Wengen e Grindelwald è dedita principalmente al turismo. È soggetta a turismo internazionale specie di giapponesi, indiani ed arabi.
Offre 17 strutture alberghiere, dalla pensione all’hotel a 4 stelle superior.
Inoltre è possibile soggiornare nei rifugi ed ostelli circostanti, alcuni dei quali sono dislocati direttamente sulle piste di sci.

## Accessibilità e trasporti

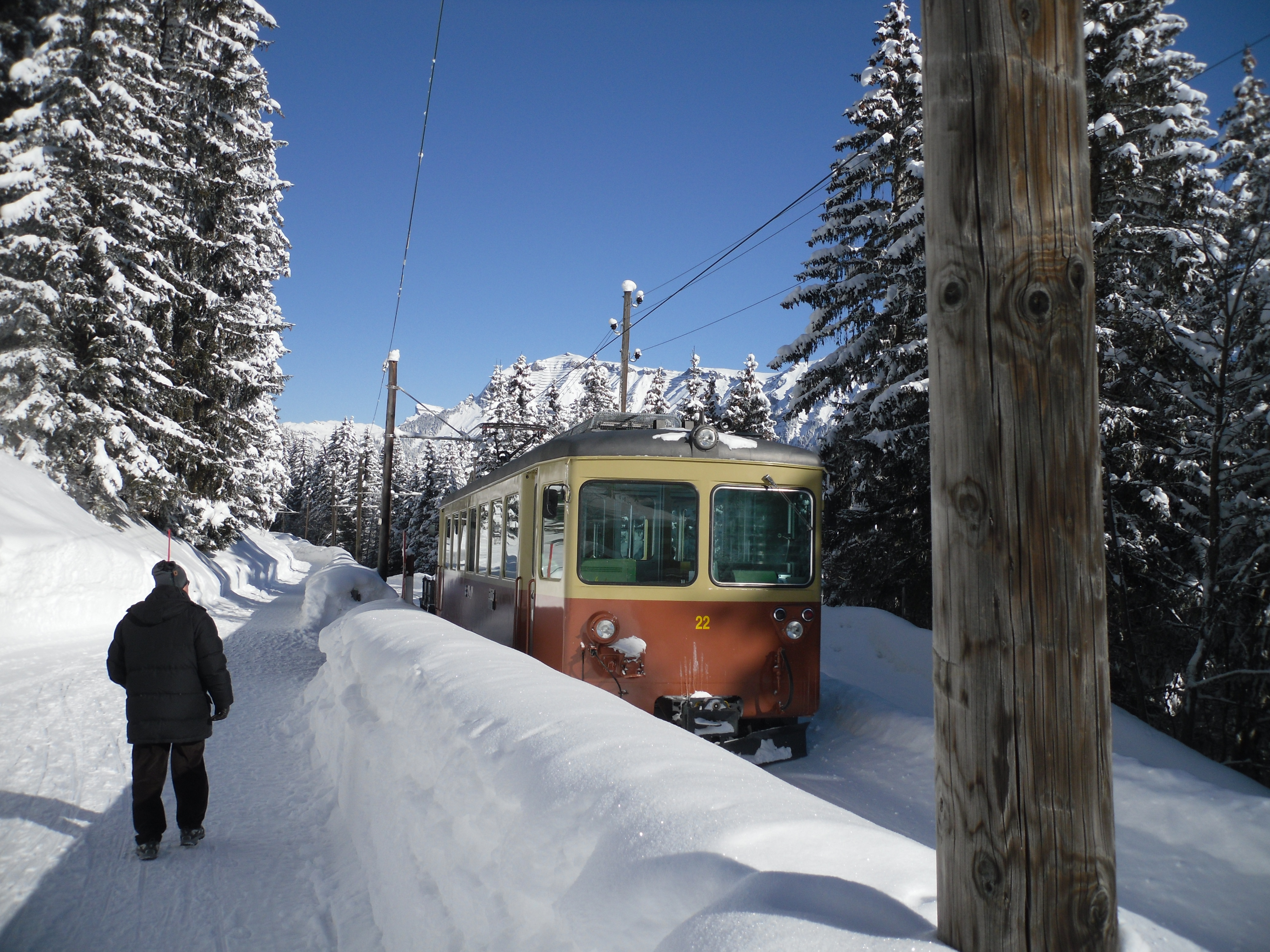
Mürren - accesso con il trenino

Il paese è totalmente chiuso al traffico automobilistico. È raggiungibile per mezzo di una funivia che da Lauterbrunnen raggiunge Grutschalp per poi proseguire con un trenino fino a destinazione (Bergbahn Lauterbrunnen-Mürren); in alternativa è raggiungibile da Stechelberg per mezzo di una funivia attraverso la fermata intermedia di Gimmewald.
In inverno le strade del paese vengono preparate come fossero piste: questo fa sì che si possa circolare con gli slittini e permette agli sciatori di ritorno dal comprensorio sciistico sovrastante di raggiungere case e hotel senza togliersi gli sci.
A Mürren è situata la partenza della funivia che permette di raggiungere il Piz Gloria - Schilthorn, il panoramico ristorante girevole, set del film 007 James Bond "Al servizio segreto di sua Maestà".

## Comprensorio sciistico e sport praticabili

### Inverno
Il comprensorio di Mürren offre 53 km di piste di sci e snowboard preparate fra cui la famosa pista nera Inferno che scende dallo Schilthorn Piz Gloria sulla quale sono state girate le rocambolesche discese di James Bond. Per gli amanti dello slittino Mürren offre piste di svariati chilometri ed una rete di itinerari per escursioni.
È possibile estendere la giornata di sci agli altri comprensori della regione Jungfrau (Wengen e Grindelwald) che contano circa 30 impianti e 160 km di piste. Nella valle tra Stechelberg e Lauterbrunnen è disponibile una pista di sci nordico lunga 11 km.

### Estate
La stazione di villeggiatura è un punto di partenza per escursioni (200 km di percorsi), gite ed esperienze nella natura. Le escursioni a tema, come il Nordface Trail dedicato alla storia degli alpinisti della parete nord dell’Eiger, il sentiero panoramico dei fiori invitano a scoprire i dintorni. Per le famiglie con bambini sono disponibili aree attrezzate per giocare e postazioni per picnic.
Mürren è nota a livello internazionale dagli appassionati di base jumping che si lanciano dal precipizio di oltre 700 metri sul quale sorge. Inoltre è molto praticato il parapendio.
Una via ferrata conduce da Mürren al sottostante villaggio di Gimmewald.
La cittadina offre inoltre il già citato centro sportivo.